# Championnat d'Europe masculin de hockey sur gazon 2021
Navigation
Édition précédente Édition suivante
Le Championnat d'Europe de hockey sur gazon masculin 2021 est la 18e édition du Championnat d'Europe de hockey sur gazon, le championnat bisannuel international de hockey sur gazon masculin d'Europe est organisé par la Fédération européenne de hockey.
Le tournoi se tiendra en même temps que le Championnat d'Europe féminin, au Wagener Stadium d'Amsterdam aux Pays-Bas et était programmé du 20 au 29 août 2021,. Cependant, à la suite du report des Jeux olympiques d'été de 2020 à juillet et août 2021 en raison de la Pandémie de Covid-19, le tournoi a été reporté et s'est déroulé du 4 au 12 juin 2021.
Les cinq meilleures équipes se sont qualifiées pour la Coupe du monde 2023. Les hôtes, les Pays-Bas remportent le tournoi pour la sixième fois, en gagnant contre l'Allemagne 4 - 1 aux shoots-outs après un partage 2 - 2. La précédente tenante du titre, la Belgique remporte la médaille de bronze, en s'imposant 3 - 2 contre l'Angleterre.

## Équipes qualifiées
Les nations participantes se sont qualifiées sur la base de leur classement final de la compétition 2019.
| Événement                    | Dates                    | Lieu    | Quotas | Qualifiés                                                                 |
| ---------------------------- | ------------------------ | ------- | ------ | ------------------------------------------------------------------------- |
| Pays hôte                    | 1er juillet 2018         | NC      | 1      | Pays-Bas (3)                                                              |
| Championnat d'Europe 2019    | 16 - 24 août 2019        | Anvers  | 5      | Belgique (1) Espagne (9) Allemagne (5) Angleterre (6) Pays de Galles (18) |
| Championnat II d'Europe 2019 | 28 juillet - 3 août 2019 | Cambrai | 2      | France (12) Russie (22)                                                   |

## Phase préliminaire
Les poules sont annoncées le 11 mai 2020.
Toutes les heures correspondent à CEST (UTC+2).

### Poule A
| Rang | Équipe     | J | V | N | P | BP | BC | Diff | Pts | Qualification                       |
| ---- | ---------- | - | - | - | - | -- | -- | ---- | --- | ----------------------------------- |
| 1    | Angleterre | 3 | 3 | 0 | 0 | 10 | 3  | +7   | 9   | Demi-finales et Coupe du monde 2023 |
| 2    | Belgique   | 3 | 2 | 0 | 1 | 14 | 6  | +8   | 6   | Demi-finales et Coupe du monde 2023 |
| 3    | Espagne    | 3 | 1 | 0 | 2 | 9  | 8  | +1   | 3   |                                     |
| 4    | Russie     | 3 | 0 | 0 | 3 | 3  | 19 | -16  | 0   |                                     |

Source: FIH
En cas d'égalité de points de plusieurs équipes à l'issue des matchs de poule, les critères suivants sont appliqués dans l'ordre indiqué pour établir leur classement:
1. Points de chaque équipe,
2. Matchs gagnés,
3. Différence de buts,
4. Buts pour,
5. Plus grand nombre de points obtenus dans les matchs de poule disputés entre les équipes concernées,
6. Buts marqués en plein jeu.

| Match 3           | Angleterre                                                      | 5 - 0   | Russie |                                                                              |                                                                              |
| 5 juin 2021 11h00 | Ansell 32e · Roper 33e · Wallace 44e · Griffiths 47e · Gall 53e | (0 - 0) |        | Arbitrage : Michiel Otten Daniel Rodríguez Arbitre vidéo : Francisco Vázquez | Arbitrage : Michiel Otten Daniel Rodríguez Arbitre vidéo : Francisco Vázquez |
| 5 juin 2021 11h00 | Rapport                                                         |         |        | Arbitrage : Michiel Otten Daniel Rodríguez Arbitre vidéo : Francisco Vázquez | Arbitrage : Michiel Otten Daniel Rodríguez Arbitre vidéo : Francisco Vázquez |

| Match 4 | Belgique                                    | 4 - 2   | Espagne                    |                                                                    |                                                                    |
| 13h15   | Hendrickx 9e · Boon 33e, 50e · Charlier 45e | (1 - 1) | 7e Basterra · 54e Lleonart | Arbitrage : Coen van Bunge Ben Göntgen Arbitre vidéo : Dan Barstow | Arbitrage : Coen van Bunge Ben Göntgen Arbitre vidéo : Dan Barstow |
| 13h15   | Rapport                                     |         |                            | Arbitrage : Coen van Bunge Ben Göntgen Arbitre vidéo : Dan Barstow | Arbitrage : Coen van Bunge Ben Göntgen Arbitre vidéo : Dan Barstow |

| Match 7           | Espagne                                                | 5 - 1   | Russie         |                                                                              |                                                                              |
| 6 juin 2021 17h30 | Lleonart 7e · Ruiz 12e · Quemada 14e, 33e · Tarrés 15e | (4 - 0) | 45e Matkovskiy | Arbitrage : Sébastien Michielsen Xavier Fenaert Arbitre vidéo : Sean Edwards | Arbitrage : Sébastien Michielsen Xavier Fenaert Arbitre vidéo : Sean Edwards |
| 6 juin 2021 17h30 | Rapport                                                |         |                | Arbitrage : Sébastien Michielsen Xavier Fenaert Arbitre vidéo : Sean Edwards | Arbitrage : Sébastien Michielsen Xavier Fenaert Arbitre vidéo : Sean Edwards |

| Match 8 | Belgique | 1 - 2   | Angleterre              |                                                                      |                                                                      |
| 19h45   | Boon 5e  | (1 - 1) | 4e Wallace · 31e Ansell | Arbitrage : Michiel Otten Ben Göntgen Arbitre vidéo : Coen van Bunge | Arbitrage : Michiel Otten Ben Göntgen Arbitre vidéo : Coen van Bunge |
| 19h45   | Rapport  |         |                         | Arbitrage : Michiel Otten Ben Göntgen Arbitre vidéo : Coen van Bunge | Arbitrage : Michiel Otten Ben Göntgen Arbitre vidéo : Coen van Bunge |

| Match 9           | Belgique                                                                                      | 9 - 2   | Russie                     |                                                                             |                                                                             |
| 8 juin 2021 12h30 | Van Aubel 1e, 30e · Hendrickx 9e, 13e, 54e · De Kerpel 10e · Kina 27e · Boon 41e · Briels 56e | (6 - 1) | 30e Nadyrshin · 44e Kuraev | Arbitrage : Sean Edwards Daniel Rodríguez Arbitre vidéo : Francisco Vázquez | Arbitrage : Sean Edwards Daniel Rodríguez Arbitre vidéo : Francisco Vázquez |
| 8 juin 2021 12h30 | Rapport                                                                                       |         |                            | Arbitrage : Sean Edwards Daniel Rodríguez Arbitre vidéo : Francisco Vázquez | Arbitrage : Sean Edwards Daniel Rodríguez Arbitre vidéo : Francisco Vázquez |

| Match 11 | Angleterre         | 3 - 2   | Espagne                    |                                                                      |                                                                      |
| 17h00    | Ward 12e, 14e, 60e | (2 - 1) | 27e Quemada · 49e Lleonart | Arbitrage : Michiel Otten Coen van Bunge Arbitre vidéo : Ben Göntgen | Arbitrage : Michiel Otten Coen van Bunge Arbitre vidéo : Ben Göntgen |
| 17h00    | Rapport            |         |                            | Arbitrage : Michiel Otten Coen van Bunge Arbitre vidéo : Ben Göntgen | Arbitrage : Michiel Otten Coen van Bunge Arbitre vidéo : Ben Göntgen |

### Poule B
| Rang | Équipe         | J | V | N | P | BP | BC | Diff | Pts | Qualification                       |
| ---- | -------------- | - | - | - | - | -- | -- | ---- | --- | ----------------------------------- |
| 1    | Pays-Bas       | 3 | 2 | 1 | 0 | 11 | 2  | +9   | 7   | Demi-finales et Coupe du monde 2023 |
| 2    | Allemagne      | 3 | 2 | 1 | 0 | 16 | 8  | +8   | 7   | Demi-finales et Coupe du monde 2023 |
| 3    | Pays de Galles | 3 | 1 | 0 | 2 | 4  | 16 | -12  | 3   |                                     |
| 4    | France         | 3 | 0 | 0 | 3 | 7  | 12 | -5   | 0   |                                     |

Source: FIH
En cas d'égalité de points de plusieurs équipes à l'issue des matchs de poule, les critères suivants sont appliqués dans l'ordre indiqué pour établir leur classement:
1. Points de chaque équipe,
2. Matchs gagnés,
3. Différence de buts,
4. Buts pour,
5. Plus grand nombre de points obtenus dans les matchs de poule disputés entre les équipes concernées,
6. Buts marqués en plein jeu.

| Match 1           | Allemagne                                                                                              | 8 - 1   | Pays de Galles |                                                                       |                                                                       |
| 4 juin 2021 17h00 | Staib 12e, 59e · Bosserhoff 15e · Kaufmann 18e · Windfeder 25e · Wellen 43e · Rühr 58e · Herzbruch 60e | (4 - 1) | 21e G. Furlong | Arbitrage : Sean Edwards Xavier Fenaert Arbitre vidéo : Michiel Otten | Arbitrage : Sean Edwards Xavier Fenaert Arbitre vidéo : Michiel Otten |
| 4 juin 2021 17h00 | Rapport                                                                                                |         |                | Arbitrage : Sean Edwards Xavier Fenaert Arbitre vidéo : Michiel Otten | Arbitrage : Sean Edwards Xavier Fenaert Arbitre vidéo : Michiel Otten |

| Match 2 | Pays-Bas                                     | 3 - 0   | France |                                                                                |                                                                                |
| 20h00   | Janssen 21e · Brinkman 30e · Hertzberger 38e | (2 - 0) |        | Arbitrage : Sébastien Michielsen Francisco Vázquez Arbitre vidéo : Dan Barstow | Arbitrage : Sébastien Michielsen Francisco Vázquez Arbitre vidéo : Dan Barstow |
| 20h00   | Rapport                                      |         |        | Arbitrage : Sébastien Michielsen Francisco Vázquez Arbitre vidéo : Dan Barstow | Arbitrage : Sébastien Michielsen Francisco Vázquez Arbitre vidéo : Dan Barstow |

| Match 5           | France                       | 2 - 3   | Pays de Galles                                 |                                                                              |                                                                              |
| 5 juin 2021 20h15 | Marqué 5e · Van Straaten 48e | (1 - 2) | 6e Dolan-Gray · 10e G. Furlong · 60e Naughalty | Arbitrage : Michael Pontus Sean Edwards Arbitre vidéo : Sébastien Michielsen | Arbitrage : Michael Pontus Sean Edwards Arbitre vidéo : Sébastien Michielsen |
| 5 juin 2021 20h15 | Rapport                      |         |                                                | Arbitrage : Michael Pontus Sean Edwards Arbitre vidéo : Sébastien Michielsen | Arbitrage : Michael Pontus Sean Edwards Arbitre vidéo : Sébastien Michielsen |

| Match 6           | Pays-Bas                  | 2 - 2   | Allemagne                |                                                                          |                                                                          |
| 6 juin 2021 15h00 | Van Ass 5e · Brinkman 44e | (1 - 0) | 58e Rühr · 59e Windfeder | Arbitrage : Dan Barstow Francisco Vázquez Arbitre vidéo : Michael Pontus | Arbitrage : Dan Barstow Francisco Vázquez Arbitre vidéo : Michael Pontus |
| 6 juin 2021 15h00 | Rapport                   |         |                          | Arbitrage : Dan Barstow Francisco Vázquez Arbitre vidéo : Michael Pontus | Arbitrage : Dan Barstow Francisco Vázquez Arbitre vidéo : Michael Pontus |

| Match 10          | Allemagne                                       | 6 - 5   | France                                                     |                                                                     |                                                                     |
| 8 juin 2021 14h45 | Häner 4e, 5e, 60e · Wellen 25e, 54e · Fuchs 33e | (3 - 5) | 2e Dumont · 4e, 19e Van Straaten · 13e Masson · 22e Marqué | Arbitrage : Michael Pontus Dan Barstow Arbitre vidéo : Alison Keogh | Arbitrage : Michael Pontus Dan Barstow Arbitre vidéo : Alison Keogh |
| 8 juin 2021 14h45 | Rapport                                         |         |                                                            | Arbitrage : Michael Pontus Dan Barstow Arbitre vidéo : Alison Keogh | Arbitrage : Michael Pontus Dan Barstow Arbitre vidéo : Alison Keogh |

| Match 12 | Pays-Bas                                                                     | 6 - 0   | Pays de Galles |                                                                             |                                                                             |
| 20h00    | Pruijser 4e, 32e · Hertzberger 9e · De Geus 10e · Kemperman 44e · Bakker 60e | (3 - 0) |                | Arbitrage : Sébastien Michielsen Xavier Fenaert Arbitre vidéo : Ivona Makar | Arbitrage : Sébastien Michielsen Xavier Fenaert Arbitre vidéo : Ivona Makar |
| 20h00    | Rapport                                                                      |         |                | Arbitrage : Sébastien Michielsen Xavier Fenaert Arbitre vidéo : Ivona Makar | Arbitrage : Sébastien Michielsen Xavier Fenaert Arbitre vidéo : Ivona Makar |

## Matchs pour la cinquième place
Les points obtenus au tour préliminaire contre l'autre équipe issue du même groupe seront conservés.
| Rang | Équipe         | J | V | N | P | BP | BC | Diff | Pts | Qualification       |
| ---- | -------------- | - | - | - | - | -- | -- | ---- | --- | ------------------- |
| 5    | Espagne        | 3 | 2 | 0 | 1 | 13 | 5  | +8   | 6   | Coupe du monde 2023 |
| 6    | France         | 3 | 2 | 0 | 1 | 11 | 10 | +1   | 6   |                     |
| 7    | Pays de Galles | 3 | 1 | 1 | 1 | 7  | 11 | -4   | 4   |                     |
| 8    | Russie         | 3 | 0 | 1 | 2 | 9  | 14 | -5   | 1   |                     |

Source: FIH
En cas d'égalité de points de plusieurs équipes à l'issue des matchs de poule, les critères suivants sont appliqués dans l'ordre indiqué pour établir leur classement:
1. Points de chaque équipe,
2. Matchs gagnés,
3. Différence de buts,
4. Buts pour,
5. Plus grand nombre de points obtenus dans les matchs de poule disputés entre les équipes concernées,
6. Buts marqués en plein jeu.

| Match 13           | France                                                              | 6 - 5   | Russie                                                                       |                                                                         |                                                                         |
| 10 juin 2021 12h30 | Rogeau 20e, 54e · Charlet 25e, 53e · Clément 37e · Van Straaten 55e | (2 - 2) | 9e Khairullin · 17e Nadyrshin · 33e Artemov · 36e Skiperskiy · 58e Fattakhov | Arbitrage : Sean Edwards Daniel Rodriguez Arbitre vidéo : Michiel Otten | Arbitrage : Sean Edwards Daniel Rodriguez Arbitre vidéo : Michiel Otten |
| 10 juin 2021 12h30 | Rapport                                                             |         |                                                                              | Arbitrage : Sean Edwards Daniel Rodriguez Arbitre vidéo : Michiel Otten | Arbitrage : Sean Edwards Daniel Rodriguez Arbitre vidéo : Michiel Otten |

| Match 14 | Espagne                                                                 | 6 - 1   | Pays de Galles |                                                                             |                                                                             |
| 14h45    | Tarrés 8e · Quemada 10e · Lleonart 11e · Alegre 19e, 43e · Miralles 60e | (4 - 1) | 30e Morgan     | Arbitrage : Sébastien Michielsen Michael Pontus Arbitre vidéo : Ivona Makar | Arbitrage : Sébastien Michielsen Michael Pontus Arbitre vidéo : Ivona Makar |
| 14h45    | Rapport                                                                 |         |                | Arbitrage : Sébastien Michielsen Michael Pontus Arbitre vidéo : Ivona Makar | Arbitrage : Sébastien Michielsen Michael Pontus Arbitre vidéo : Ivona Makar |

| Match 17           | Espagne                   | 2 - 3   | France                                    |                                                                         |                                                                         |
| 11 juin 2021 13h45 | Lleonart 7e · Quemada 18e | (2 - 1) | 25e Clément · 49e Van Straaten · 55e Igau | Arbitrage : Coen van Bunge Michael Pontus Arbitre vidéo : Michiel Otten | Arbitrage : Coen van Bunge Michael Pontus Arbitre vidéo : Michiel Otten |
| 11 juin 2021 13h45 | Rapport                   |         |                                           | Arbitrage : Coen van Bunge Michael Pontus Arbitre vidéo : Michiel Otten | Arbitrage : Coen van Bunge Michael Pontus Arbitre vidéo : Michiel Otten |

| Match 18 | Pays de Galles                 | 3 - 3   | Russie                                      |                                                                         |                                                                         |
| 21h00    | Naughalty 17e, 40e · Jones 24e | (2 - 1) | 6e Kuraev · 43e Khairullin · 54e Matkovskiy | Arbitrage : Daniel Rodriguez Xavier Fenaert Arbitre vidéo : Dan Barstow | Arbitrage : Daniel Rodriguez Xavier Fenaert Arbitre vidéo : Dan Barstow |
| 21h00    | Rapport                        |         |                                             | Arbitrage : Daniel Rodriguez Xavier Fenaert Arbitre vidéo : Dan Barstow | Arbitrage : Daniel Rodriguez Xavier Fenaert Arbitre vidéo : Dan Barstow |

## De la première à la quatrième place
|  | Demi-finales | Demi-finales |                        |       | Finale | Finale |
|  | Demi-finales | Demi-finales |                        |       | Finale | Finale |
|  |              |              |                        |       |        |        |
|  |              |              |                        |       |        |        |
|  |              |              |                        |       |        |        |
|  | Pays-Bas     | 2 (3)        |                        |       |        |        |
|  | Pays-Bas     | 2 (3)        |                        |       |        |        |
|  | Belgique     | 2 (1)        |                        |       |        |        |
|  | Belgique     | 2 (1)        | Pays-Bas               | 2 (4) |        |        |
|  |              |              | Pays-Bas               | 2 (4) |        |        |
|  |              | Allemagne    | 2 (1)                  |       |        |        |
|  | Allemagne    | Allemagne    | 2 (1)                  | 3     |        |        |
|  | Allemagne    |              |                        | 3     |        |        |
|  | Angleterre   | 2            |                        |       |        |        |
|  | Angleterre   | 2            | Match pour la 3e place |       |        |        |
|  |              |              |                        |       |        |        |
|  |              |              |                        |       |        |        |
|  |              |              |                        |       |        |        |
|  | Belgique     | 3            |                        |       |        |        |
|  | Belgique     | 3            |                        |       |        |        |
|  | Angleterre   | 2            |                        |       |        |        |
|  | Angleterre   | 2            |                        |       |        |        |

### Demi-finales
| Match 15           | Allemagne                          | 3 - 2   | Angleterre          |                                                                               |                                                                               |
| 10 juin 2021 17h00 | Häner 1e · Zwicker 9e · Wellen 13e | (3 - 1) | 4e Dixon · 59e Ward | Arbitrage : Coen van Bunge Francisco Vázquez Arbitre vidéo : Laurine Delforge | Arbitrage : Coen van Bunge Francisco Vázquez Arbitre vidéo : Laurine Delforge |
| 10 juin 2021 17h00 | Rapport                            |         |                     | Arbitrage : Coen van Bunge Francisco Vázquez Arbitre vidéo : Laurine Delforge | Arbitrage : Coen van Bunge Francisco Vázquez Arbitre vidéo : Laurine Delforge |

| Match 16 | Pays-Bas                                             | 2 - 2             | Belgique                                    |                                                                  |                                                                  |
| 20h00    | Van Ass 52e · Janssen 56e                            | (0 - 0)           | 35e De Kerpel · 53e Hendrickx               | Arbitrage : Ben Göntgen Dan Barstow Arbitre vidéo : Sarah Wilson | Arbitrage : Ben Göntgen Dan Barstow Arbitre vidéo : Sarah Wilson |
| 20h00    | Rapport                                              |                   |                                             | Arbitrage : Ben Göntgen Dan Barstow Arbitre vidéo : Sarah Wilson | Arbitrage : Ben Göntgen Dan Barstow Arbitre vidéo : Sarah Wilson |
| 20h00    | Hertzberger · Brinkman · Kemperman · Van Dam · Croon | Tirs au but 3 - 1 | Denayer · Wegnez · Van Aubel · A. Van Doren | Arbitrage : Ben Göntgen Dan Barstow Arbitre vidéo : Sarah Wilson | Arbitrage : Ben Göntgen Dan Barstow Arbitre vidéo : Sarah Wilson |

### Troisième et quatrième place
| Match 19           | Belgique                   | 3 - 2   | Angleterre    |                                                                      |                                                                      |
| 12 juin 2021 10h00 | Boon 12e, 52e · Briels 41e | (1 - 0) | 32e, 53e Ward | Arbitrage : Michiel Otten Ben Göntgen Arbitre vidéo : Coen van Bunge | Arbitrage : Michiel Otten Ben Göntgen Arbitre vidéo : Coen van Bunge |
| 12 juin 2021 10h00 | Rapport                    |         |               | Arbitrage : Michiel Otten Ben Göntgen Arbitre vidéo : Coen van Bunge | Arbitrage : Michiel Otten Ben Göntgen Arbitre vidéo : Coen van Bunge |

### Finale
| Match 20           | Pays-Bas                                     | 2 - 2             | Allemagne                |                                                                            |                                                                            |
| 12 juin 2021 12h30 | Kemperman 34e · Janssen 60e                  | (0 - 1)           | 21e Rühr · 56e Staib     | Arbitrage : Dan Barstow Francisco Vázquez Arbitre vidéo : Laurine Delforge | Arbitrage : Dan Barstow Francisco Vázquez Arbitre vidéo : Laurine Delforge |
| 12 juin 2021 12h30 | Rapport                                      |                   |                          | Arbitrage : Dan Barstow Francisco Vázquez Arbitre vidéo : Laurine Delforge | Arbitrage : Dan Barstow Francisco Vázquez Arbitre vidéo : Laurine Delforge |
| 12 juin 2021 12h30 | Hertzberger · Brinkman · Kemperman · Van Dam | Tirs au but 4 - 1 | Fuchs · Rühr · Herzbruch | Arbitrage : Dan Barstow Francisco Vázquez Arbitre vidéo : Laurine Delforge | Arbitrage : Dan Barstow Francisco Vázquez Arbitre vidéo : Laurine Delforge |

## Classement final
| Rang                       | Équipe         | J | V | N | P | BP | BC | Diff | Pts | Qualification       |
| -------------------------- | -------------- | - | - | - | - | -- | -- | ---- | --- | ------------------- |
| Médaille d'or, Europe      | Pays-Bas       | 5 | 2 | 3 | 0 | 15 | 6  | +9   | 9   | Coupe du monde 2023 |
| Médaille d'argent, Europe  | Allemagne      | 5 | 3 | 2 | 0 | 21 | 12 | +9   | 11  | Coupe du monde 2023 |
| Médaille de bronze, Europe | Belgique       | 5 | 3 | 1 | 1 | 19 | 10 | +9   | 10  | Coupe du monde 2023 |
| 4                          | Angleterre     | 5 | 3 | 0 | 2 | 14 | 9  | +5   | 9   | Coupe du monde 2023 |
| 5                          | Espagne        | 5 | 2 | 0 | 3 | 17 | 12 | +5   | 6   | Coupe du monde 2023 |
| 6                          | France         | 5 | 2 | 0 | 3 | 16 | 19 | -3   | 6   |                     |
| 7                          | Pays de Galles | 5 | 1 | 1 | 3 | 8  | 25 | -17  | 4   |                     |
| 8                          | Russie         | 5 | 0 | 1 | 4 | 11 | 28 | -17  | 1   |                     |

| Champion d'Europe de hockey sur gazon Pays-Bas 6e titre |

## Récompenses
Les récompenses suivantes ont été décernées à la fin du tournoi.
| Meilleur joueur | Meilleur gardien | Meilleur jeune joueur | Meilleurs buteurs |
| --------------- | ---------------- | --------------------- | ----------------- |
| Pau Quemada     | Pirmin Blaak     | Antonin Igau          | Tom Boon Sam Ward |

## Buteurs
Il y a eu 121 buts marqués en 20 matches, pour une moyenne de 6.05 buts par match.

### 6 buts
- Tom Boon
- Sam Ward

### 5 buts
- Alexander Hendrickx
- Xavi Lleonart
- Pau Quemada
- Pieter van Straaten

### 4 buts
- Martin Häner
- Niklas Wellen

### 3 buts
- Jip Janssen
- Constantin Staib
- Christopher Rühr
- Joseph Naughalty

### 2 buts
- Jeroen Hertzberger
- Seve van Ass
- Robbert Kemperman
- Mirco Pruijser
- Thierry Brinkman
- Florent van Aubel
- Nicolas de Kerpel
- Thomas Briels
- Lukas Windfeder
- Liam Ansell
- Zachary Wallace
- Joan Tarrés
- David Alegre
- Blaise Rogeau
- Victor Charlet
- Benjamin Marqué
- Timothée Clément
- Gareth Furlong
- Semen Matkovskiy
- Marat Khaïroulline
- Andreï Kourayev
- Artem Nadyrchine

### 1 but
- Thijs van Dam
- Billy Bakker
- Cédric Charlier
- Antoine Kina
- Paul-Philipp Kaufmann
- Timm Herzbruch
- Martin Zwicker
- Florian Fuchs
- Niklas Bosserhoff
- Christopher Griffiths
- Phil Roper
- Adam Dixon
- James Gall
- José Basterra
- Viçenc Ruiz
- Marc Miralles
- Charles Masson
- Nicolas Dumont
- Antonin Igau
- Owain Dolan-Gray
- Jolyon Morgan
- Hywel Jones
- Linar Fattakhov
- Alexander Skiperskiy
- Evgueni Artemov